# 변효문
변효문(卞孝文, 1396년 ~ 1461년4월20일)은 조선의 문신이다. 본관은 초계(草溪), 초명은 변계문(卞季文), 자는 일민(一敏)이다. 외할아버지는 고려 문하시중(門下侍中)을 역임한 염제신(廉悌臣)이고, 아버지는 한성부판윤(漢城府判尹)을 역임한 변남룡(卞南龍)이다.

## 생애
1414년(태종 14) 알성 문과에 을과로 급제하여 직제학을 거쳐 1428년(세종 10년) 종부시소윤(宗簿寺 少尹)을 지내고, 1429년(세종 11) 정초(鄭招) 등과 『농사직설(農事直說)』을 편찬하였다.
변효문(卞孝文, 1396년 ~ ?) : 한성부 판윤(判尹) 변남룡(卞南龍)의 아들. 1414년(태종 14) 알성 문과에 을과(3위이내)로 급제하여 직제학을 거쳐 1428년(세종 10) 봉상시소윤(奉常寺少尹)을 지냈다. 훈련제조(한성부 방위--> 조달,건축,창고,어학 총괄), 경창부 윤(이조판서 직속, 중앙정부창고(전국세곡),한강남쪽위치), 통신사 첨지중추원사로 일본에 다녀왔고, (국조)오례의주를 상정(詳定)했으며 신주무원록(법의학, 시신부검)을 편찬했다. 세종 때 한반도 북쪽의 4군 6진 설치시에, 여진족과 거란족이 자주 침입하자, 외교관으로 파견되어 중국과 여진,거란의 정부 대표들과 만나 담판('회령대후'(내섬시),이순신 5대조 '이변'과 사역원 동기로, 중국어와 일본어에 능통)을 지어 조선의 국경과 변방을 지키는 데 기여하였고,대마도정벌(1419)후, 왜구약탈이 잦자, 조선통신사(첨지중주원사)로, 계해약조(1443) 체결하여, 세사미두 200석, 삼포개항,울산(염포),진해(웅천,내이포,제포),부산포(동래), 임시체류만 허용하였다. 장자 변심의 딸이 태종(이방원) 직계 고손(양녕장손)인 이철동의 처(왕실종친,이승만대통령), 둘째 변균의 딸(변효문의 손녀,이순신 조모의 고모)이 신숙주의 동생 신말주(순창 '귀래정', 수석 취미)의 장자 신홍과 결혼, 장자가 신공제(신숙주가 종조부)1495년 25세 급제,증광시 병과 급제, 과거제 관리감독 '전형', 호조판서, 세자의 스승인, 세자좌부빈객, 동지중추부사, 청백리, 순창 화산서원, 명필. 참고로, 신말주(아들 신공섭)의 11대손이 신윤복, 변상벽이 영,정조 어진, 도화서, 곡성현감제수받음, 신윤복 부친 신한평과 김홍도도 어진에 참여. 단채 신채호가 후손. 변효문의 둘째 변균의 아들, 변함 또는 변감이, 훈련대장 구문신의 딸과 결혼, 변형량(청년급제, 홍문관, 변효문의 증손자, 이순신 조모의 오빠)과 딸을, 변형량은 갑자사화에 연루돼 효수, 딸(변효문의 증손녀,이순신의 조모)은 조기 급제한 성균관 유생 이백록(이순신 조부, 이순신 5대조 '이변'과 변효경은 과거급제, 사역원 동기로, 중국어에 능통)과 결혼, 조광조에 동조해 기묘사화로 출사 단절. 아들 이정이 아산 현감 변수림의 딸과 결혼, 손자가 이순신(영의정 이준경이 중매).,서울 건천동(청계천(북촌,내섬시,봉상시,이조,사역원,역관과 의관(전의감), 경성법관양성소,호조),을지로(이천 금속활자,주자소(인쇄소)위치,변계량의 집현전에서 훈민정음 창제와 인쇄, 이천(변효문,변효경과 형제로 성장, 이순신의 거북선 (주물판금,판옥선)제조에 영향), 훈련도감(헌법재판소위치,서울방어) 위치)살때 서애 유성룡과 교류.이순신--서울 건천동(청계천,을지로, 훈련도감 위치)살때 서애 유성룡과 교류.변효문->전국 세곡과 한양 군수품관리, 경창부윤,(이조판서 직속, 전국 세곡 관리(강남위치)),훈련제조 (한성부방위 훈련도감의 조달,건축,창고,어학(사역원 수학,회령대후(중국어),조선통신사(일본어))총괄. 
1434년(세종 16년) 전라도 선위별감(宣慰別監)이 되어 삼봉도(三峰島)에서 왜인을 잡은 군사의 공로 등급을 올렸다.
1435년(세종 17년) 정3품 사재감정(司宰監正)으로서 명나라 사신에게 어찰사목(御札事目)을 전했다.
1438년 판내섬시사(判內贍寺事)로서 공법(貢法)에 따라 물에 잠겼던 토지에 대해 조세를 면세시키는 심사를 위해 경상도로 파견되었다.
1438년(세종 20년) 최치운(崔致雲) 등과 함께 『신주무원록(新註無寃錄)』을 편찬하였다.
1440년(세종 22년) 첨지중추원사(僉知中樞院事)가 되었고, 1443년 통신사(通信使)로 일본에 파견됐다. 귀국길에 대마도주(對馬島主)와 무역에 관한 계해약조(癸亥約條)를 체결하였다.
1444년 『오례의주(五禮儀注)』를 상정(詳定)하였다.
1446년 빈전도감제조(殯殿都監提調)를 거쳐 경창부윤(慶昌府尹)에 임명되었다.
1454년(단종 2년) 중추원부사(中樞院副使)를 지내고 경주부윤을 거쳐 전주부윤(全州府尹)이 되었으며, 《완산별곡(完山別曲)》을 저술하였다. 1458년(세조 4년) 전주부윤 재직 중 불법한 장물(贓物)이 적발되어 파직되었다.

## 가족
- 증조부 : 변경(卞卿)
  - 조부 : 변빈(卞贇)
    - 아버지 : 변남룡(卞南龍) - 한성판윤(判尹)

  - 외조부 : 염제신(廉悌臣) - 문하시중(門下侍中)
    - 어머니 : 파주 염씨(坡州廉氏)
      - 동생 : 변효경(卞孝敬) - 병조참의
      - 부인 : 삭녕 최씨(朔寧崔氏)
        - 아들 : 변균(卞鈞) - 1447년(세종 29년) 생원시에 합격하고, 직장(直長)을 지냈다.
          - 손자 : 변감(卞瑊)
            - 증손자 : 변형량(卞亨良)

        - 아들 : 변심(卞鐔)
        - 아들 : 변흠(卞欽)

## 같이 보기
- 조선의 대외 관계
- 조선 통신사